# A형 소행성
A형 소행성(A-type asteroids)은 소행성대 안쪽의 상대적으로 드문 소행성족으로, 스펙트럼 상으로 1 μm 부근에 넓게 감람석의 특성이 나타나고 0.7 μm 앞쪽으로 매우 붉은 특징이 있다. A형 소행성의 기원은 행성 분화가 일어난 소행성의 맨틀로 추정된다.

## 목록
A형 소행성은 상당히 드물며, 2019년 2월 기준 17개만이 발견되어 있다.
| 소행성체명         | 위치          | 지름    | 참고 |
| ------------------ | ------------- | ------- | ---- |
| 246 아스포리나     | 중앙 소행성대 | 50.9 km | MPC  |
| 289 네네타         | 중앙 소행성대 | 37.6 km | MPC  |
| 446 에테르니타스   | 중앙 소행성대 | 53.6 km | MPC  |
| 863 벤코엘라       | 중앙 소행성대 | 38.7 km | MPC  |
| 1126 오테로        | 중앙 소행성대 | 11.0 km | MPC  |
| 1600 븨소트스키    | 중앙 소행성대 | 7.4 km  | MPC  |
| 1951 릭            | 화성 횡단     | 5.6 km  | MPC  |
| 2234 슈마델        | 중앙 소행성대 | 9.5 km  | MPC  |
| 2423 이바루리      | 화성 횡단     | 4.9 km  | MPC  |
| 2501 로흐자        | 중앙 소행성대 | 10.2 km | MPC  |
| 2715 미엘리키      | 중앙 소행성대 | 13.3 km | MPC  |
| 2732 위트          | 중앙 소행성대 | 11.0 km | MPC  |
| 3352 맥아울리페    | 아모르        | 2.1 km  | MPC  |
| 4142 데르수-우잘라 | 화성 횡단     | 7.1 km  | MPC  |
| 4713 스틸          | 중앙 소행성대 | 6.3 km  | MPC  |
| 4982 바티니        | 중앙 소행성대 | 8.0 km  | MPC  |
| 5641 맥클리스      | 화성 횡단     | 5.7 km  | MPC  |

## 같이 보기
- 소행성 분광형